# Anfiteatro romano di Aosta

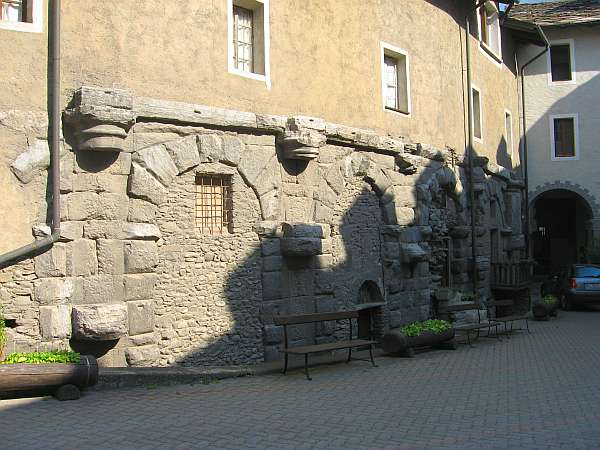
Arcate romane inglobate nel convento medievale

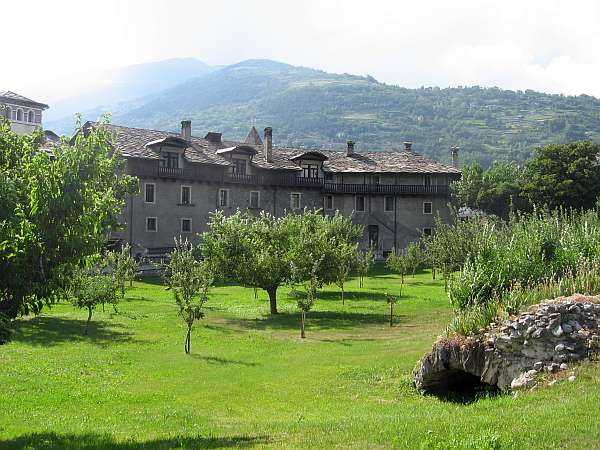
L'arena, ora frutteto

L'anfiteatro romano di Aosta è un monumento antico della città romana di Augusta Praetoria Salassorum. Le sue rovine sono inglobate in una costruzione medievale, il monastero delle suore di santa Caterina, che ospita oggi le religiose di San Giuseppe. All'istituto religioso femminile si può chiedere di visitare i resti archeologici, accedendo alla portineria al civico 4 di via dell'Anfiteatro.

## Descrizione
L'anfiteatro sorgeva all'interno del circuito murario, presso l'angolo nord-orientale, subito a nord del teatro romano, occupando un'area corrispondente a due isolati (insulae) della città antica.
L'arena ellittica, oggi occupata dal frutteto del convento, misurava 94,50 metri sull'asse maggiore in direzione nord-sud e 73,86 sull'asse minore in senso est-ovest. Era stata realizzata al di sotto del livello del suolo, in modo che la parte inferiore della cavea con le gradinate potesse addossarsi a un terrapieno, mentre la parte superiore era appoggiata a due ordini di 60 arcate costruite in elevato e intervallate da semicolonne di ordine tuscanico. Le arcate sono realizzate in bardiglio, un marmo locale estratto presso l'odierna Villeneuve e impiegato in altri importanti monumenti dell'Aosta romana, come la Porta Praetoria o il foro.
Secondo stime ipotetiche l'anfiteatro poteva ospitare circa 15.000 spettatori, quindi più della popolazione di Augusta Praetoria quando fu dedotta la colonia, stimata in circa 10.000 persone.
Non è chiaro se l'edificio sia stato costruito insieme al resto della città, fondata nel 25 a.C., oppure in un momento successivo. Il fatto che l'anfiteatro sia inserito all'interno delle mura farebbe pensare che fosse previsto nel piano urbanistico della città fin dall'inizio, il che ne farebbe uno degli anfiteatri in muratura più antichi costruiti dai Romani. Tuttavia l'adiacente teatro sembra essere stato costruito posteriormente alla fondazione della colonia, abbattendo alcune abitazioni preesistenti, e lo stesso potrebbe valere anche per l'anfiteatro. Inoltre la tecnica del bugnato rustico usata per il paramento architettonico esterno si diffuse nel mondo romano solo nella prima metà del I secolo d.C., facendo propendere per una datazione dell'anfiteatro aostano all'età giulio-claudia.

## Tarda antichità e Medioevo
In seguito al divieto degli spettacoli gladiatori da parte degli imperatori romani con l'avvento del Cristianesimo, l'anfiteatro, come altri edifici pubblici di Augusta Praetoria, cadde in rovina e venne impiegato come cava di materiale per la costruzioni di nuovi edifici. 
Nel periodo successivo l'anfiteatro di Aosta è conosciuto come palatium rotundum, che denota la perdita di memoria della sua originaria funzione. La famiglia nobiliare che se ne assicurò il controllo, assieme alla torre dell'angolo nord-est della cinta muraria romana (oggi nota come Torre dei balivi), assunse appunto il nome di De Palacio o Du Palais. Dell'edificio romano in questo periodo erano ancora utilizzati alcuni ambienti con copertura a volta, indicati nei documenti medievali con il nome di crottes ("cantine", "sotterranei").

## Il convento
Nel 1247 il visconte di Aosta, Godefroy de Challant, fece costruire sulle rovine dell'anfiteatro un edificio atto a ospitare alcune canonichesse di santa Caterina, profughe dal Vallese. Il nuovo edificio inglobò i resti delle strutture di età romana, in particolare la porzione nord-occidentale dell'anfiteatro in corrispondenza della quale, ancora oggi, si possono osservare otto arcate esterne incorporate nelle murature medievali: in antico esse appartenevano al secondo ordine, soprelevato, mentre oggi si trovano alla quota di calpestio per via del progressivo innalzamento dei livelli del terreno nel corso dei secoli. Oltre al convento, furono costruiti anche una chiesa e un campanile. La cinta del convento arrivò a comprendere tutta l'area anticamente occupata dall'anfiteatro, situazione che si è mantenuta nel corso dei secoli.
L'edificio medievale venne ristrutturato e abbellito nel 1496 da Francesco di Carmagna, vice-balivo di Aosta, che fece realizzare anche un pregevole affresco sul portale d'ingresso, visibile ancora oggi passando per via anfiteatro.
Nel 1803 il governo repubblicano insediatosi dopo il passaggio di Napoleone del 1800 mise in atto le sopressioni nei confronti degli ordini religiosi ed espulse le suore di santa Caterina dal loro convento, destinandolo a usi civili. Conclusa l'esperienza napoleonica, nel 1831 il vescovo di Aosta, Evasio Agodino, invitò nel capoluogo le suore di San Giuseppe, provenienti da Lione, affinché si occupassero dell’educazione delle fanciulle e dell'assistenza ai malati nella sua diocesi. Ottenuto da Carlo Felice, re di Sardegna, il permesso di destinare alle suore l'ex convento di Santa Caterina, nel settembre del 1831 giunsero ad Aosta le prime quattro consorelle che si stabilirono nel complesso occupato ancora oggi dalla stessa congregazione femminile.